# コッリ・ア・ヴォルトゥルノ
コッリ・ア・ヴォルトゥルノ（イタリア語: Colli a Volturno）は、イタリア共和国モリーゼ州イゼルニア県にある、人口約1,300人の基礎自治体（コムーネ）。

## 地理

### 位置・広がり
イゼルニア県南西部のコムーネである。

#### 隣接コムーネ
隣接するコムーネは以下の通り。
- チェッロ・アル・ヴォルトゥルノ
- フィリニャーノ
- フォルネッリ
- マッキア・ディゼルニア
- モンタークイラ
- モンテロドゥーニ
- ロッケッタ・ア・ヴォルトゥルノ
- スカーポリ

## 行政

### 分離集落
コッリ・ア・ヴォルトゥルノには、以下の分離集落（フラツィオーネ）がある。
- Casali, Castiglioni, Cerreto, Colle, Fonte Barile, Fonticelle, Pescorosso, Raddi, Santa Giusta, Sterpara, Valloni